# ウバイドゥッラー (元)
ウバイドゥッラー（ʿUbayd allāh、? - 1328年）は、大元ウルスに仕えた官僚の一人。『元史』などの漢文史料での表記は烏伯都剌もしくは兀伯都剌。

## 概要
ウバイドゥッラーについては『元史』に列伝がなく、文宗本紀の記述によって「回回種人=ムスリム」であったことが分かるに過ぎない。しかし、程鉅夫の文集である『雪楼集』巻2にはウバイドゥッラーの曾祖父母・祖父母・父母の三代に関する記述があり、その系譜がおおよそ判明する。『雪楼集』によると、ウバイドゥッラーの曾祖父は「ムシャッラフ・ウッディーン（木沙剌福丁/Musharraf al-Dīn）」という人物で、「白旄黄鉞が西土にあらわれた（＝チンギス・カン率いるモンゴル軍が中央アジアに現れた）時」、父子ともにこれに帰順したという。ムシャッラフ・ウッディーンと、その息子のジャラール・ウッディーン（札剌魯丁/Jalāl al-Dīn）は東アジア方面に移住した後に学識優れた人物として知られたようで、ジャラール・ウッディーンは「チェルビ（察児必/Čerbi）」の地位を授けられている。
ウバイドゥッラーの活動が記録に残り始めるのはクルク・カアン（武宗カイシャン）の治世からで、即位直後の1307年（大徳11年）8月に宰相格の中書参知政事に任命された。また、クルク・カアンの治世の後半の1310年（至大3年）から1311年（至大4年）3月にかけては、陝西行省左丞の地位にあったようである。
1311年（至大4年）初頭にクルク・カアンが急死すると、弟のアユルバルワダが仁宗ブヤント・カアンとして即位したが、事実上のクーデターによってクルク・カアン時代の宰相陣は多くが捕縛・処刑されてしまった。しかし、このころ中央を離れていたウバイドゥッラーは粛清されることなくブヤント・カアン政権に招き入れられ、同年3月には宰相格の中書右丞の地位を授けられた。以後もブヤント・カアン政権にて重用され、1313年（皇慶2年）には平章政事に昇格し、1317年（延祐4年）には一時集賢大学士を経て平章政事に復帰した。
しかし、1320年（延祐7年）始めにブヤント・カアンが死去すると、新たに即位したゲゲーン・カアン（英宗シデバラ）によって同年2月にウバイドゥッラーは甘粛行省平章政事に転任し政権中枢を離れることとなった。この頃、他にも地方に左遷もしくは処刑されたブヤント・カアン時代の重臣がおり、ゲゲーン・カアンによる政権中枢刷新の一貫としての人事であったと考えられている。また、この後時期は不明であるが、ゲゲーン・カアンの治世末期まで江浙行省平章政事に転じている。
1323年（至治3年）の南坡の変を経て泰定帝イェスン・テムル・カアンが即位すると、左丞相ダウラト・シャーの下で色目人官僚が再び重用されるようになった。10月28日、ウバイドゥッラーは江浙行省平章政事より中書平章政事に移り、1324年（泰定元年）4月からはカアンが不在となる夏期の大都留守を委ねられるようになった。また、この頃には自然災害が頻発しており、泰定元年5月・泰定3年8月・泰定4年7月と、自然災害のもたらした被害に責任を取る形で辞任を求めたとの記録があるが、結局地位を退くには至っていない。
なお、『元史』宋本伝によると泰定帝の治世の初期は右丞相フメゲイが上位にあったが、その死後にダウラト・シャーやウバイドゥッラーら「西域人」が政権で重きをなすようになったという。このころ、「西域の富裕な商人」が巨万の額で売却した「瓓（ペルシア語Lalの音写、ルビーを指す）」が未払いとなっていることが問題視されていた。そこで、1326年（泰定3年）冬にウバイドゥッラーが中書省の宰執・僚佐を集め、彗星の出現や地震といった天変地異による大赦として、それまで中書省に献上されてきた諸物でもって報酬とする措置を行ったとの記録がある。
1328年（天暦元年）始めにイェスン・テムル・カアンが崩御すると、上都にてその息子のラジバグが即位する一方で、大都ではエル・テムルらがクーデターを起こしてトク・テムル（後の文宗ジャヤガトゥ・カアン）を擁立した（天暦の内乱）。『元史』明宗本紀・文宗本紀などによると、この年8月4日（新暦9月16日）黎明、エル・テムルは百官を興聖宮に招集し、居並ぶ者達に向かって「クルク・カアンには聖子が2人おられ、孝友仁文を備え、天下の正統は彼等にこそある。我らはまさにクルク・カアンの遺児を擁立すべく、従わぬ者があらば斬る」と宣言し、これに従わなかった平章政事ウバイドゥッラー・バヤンチャルらをまず捕縛したという。その他にも、中書左丞朶朶・参知政事王士熙・参議中書省事トクト（脱脱）・呉秉道・侍御史テムゲ（鉄木哥）・丘世傑・治書侍御史トゴン（脱歓）・太子詹事丞王桓らイェスン・テムル・カアン政権の重臣達は皆捕らえられて獄に下され、同年9月にはウバイドゥッラーとテムゲのみが処刑されることが決められた。
『元史』文宗本紀ではダウラト・シャーとウバイドゥッラーが「姦臣」であり、「密かに陰謀に通じて祖宗の成憲を変えた。既にその罪は明らかである。およそ回回種の人は天下の事を預けるべき者ではない」としてエル・テムルら一派が糾弾したと記される。このためか、ジャヤガトゥ・カアン政権下ではイェスン・テムル・カアン治世下とは打って変わって色目人官僚は冷遇されるようになっている。ウバイドゥッラーの没後、その資産は籍没とされ、前広東僉事の張世栄によって整理された上で田宅はオロス（斡魯思）ら30人に、珠衣は撒迪・趙世安らに下賜されている。

## ムシャッラフ・ウッディーン家
| ムシャッラフ・ウッディーン 木沙剌福丁 Musharraf al-Dīn | ムシャッラフ・ウッディーン 木沙剌福丁 Musharraf al-Dīn | ムシャッラフ・ウッディーン 木沙剌福丁 Musharraf al-Dīn | ムシャッラフ・ウッディーン 木沙剌福丁 Musharraf al-Dīn | ムシャッラフ・ウッディーン 木沙剌福丁 Musharraf al-Dīn | ムシャッラフ・ウッディーン 木沙剌福丁 Musharraf al-Dīn |                                                |                                                |                                                |                                                |                                                |                                                | ファーティマ 法都馬氏 Fāṭima                              | ファーティマ 法都馬氏 Fāṭima                              | ファーティマ 法都馬氏 Fāṭima                              | ファーティマ 法都馬氏 Fāṭima                              | ファーティマ 法都馬氏 Fāṭima                              | ファーティマ 法都馬氏 Fāṭima                              |                                        |               |               |               |               |               |                          |                          |                          |                          |                          |                          |
| ムシャッラフ・ウッディーン 木沙剌福丁 Musharraf al-Dīn | ムシャッラフ・ウッディーン 木沙剌福丁 Musharraf al-Dīn | ムシャッラフ・ウッディーン 木沙剌福丁 Musharraf al-Dīn | ムシャッラフ・ウッディーン 木沙剌福丁 Musharraf al-Dīn | ムシャッラフ・ウッディーン 木沙剌福丁 Musharraf al-Dīn | ムシャッラフ・ウッディーン 木沙剌福丁 Musharraf al-Dīn |                                                |                                                |                                                |                                                |                                                |                                                | ファーティマ 法都馬氏 Fāṭima                              | ファーティマ 法都馬氏 Fāṭima                              | ファーティマ 法都馬氏 Fāṭima                              | ファーティマ 法都馬氏 Fāṭima                              | ファーティマ 法都馬氏 Fāṭima                              | ファーティマ 法都馬氏 Fāṭima                              |                                        |               |               |               |               |               |                          |                          |                          |                          |                          |                          |
|                                                        |                                                        |                                                        |                                                        |                                                        |                                                        |                                                |                                                |                                                |                                                |                                                |                                                |                                                           |                                                           |                                                           |                                                           |                                                           |                                                           |                                        |               |               |               |               |               |                          |                          |                          |                          |                          |                          |
|                                                        |                                                        |                                                        |                                                        |                                                        |                                                        | ジャラール・ウッディーン 札剌魯丁 Jalāl al-Dīn | ジャラール・ウッディーン 札剌魯丁 Jalāl al-Dīn | ジャラール・ウッディーン 札剌魯丁 Jalāl al-Dīn | ジャラール・ウッディーン 札剌魯丁 Jalāl al-Dīn | ジャラール・ウッディーン 札剌魯丁 Jalāl al-Dīn | ジャラール・ウッディーン 札剌魯丁 Jalāl al-Dīn |                                                           |                                                           |                                                           |                                                           |                                                           |                                                           | 忽八氏 hūbā？                          | 忽八氏 hūbā？ | 忽八氏 hūbā？ | 忽八氏 hūbā？ | 忽八氏 hūbā？ | 忽八氏 hūbā？ |                          |                          |                          |                          |                          |                          |
|                                                        |                                                        |                                                        |                                                        |                                                        |                                                        | ジャラール・ウッディーン 札剌魯丁 Jalāl al-Dīn | ジャラール・ウッディーン 札剌魯丁 Jalāl al-Dīn | ジャラール・ウッディーン 札剌魯丁 Jalāl al-Dīn | ジャラール・ウッディーン 札剌魯丁 Jalāl al-Dīn | ジャラール・ウッディーン 札剌魯丁 Jalāl al-Dīn | ジャラール・ウッディーン 札剌魯丁 Jalāl al-Dīn |                                                           |                                                           |                                                           |                                                           |                                                           |                                                           | 忽八氏 hūbā？                          | 忽八氏 hūbā？ | 忽八氏 hūbā？ | 忽八氏 hūbā？ | 忽八氏 hūbā？ | 忽八氏 hūbā？ |                          |                          |                          |                          |                          |                          |
|                                                        |                                                        |                                                        |                                                        |                                                        |                                                        |                                                |                                                |                                                |                                                |                                                |                                                |                                                           |                                                           |                                                           |                                                           |                                                           |                                                           |                                        |               |               |               |               |               |                          |                          |                          |                          |                          |                          |
|                                                        |                                                        |                                                        |                                                        |                                                        |                                                        |                                                |                                                |                                                |                                                |                                                |                                                | イフティハール・ウッディーン 益福的哈魯丁 Iftikhār al-Dīn | イフティハール・ウッディーン 益福的哈魯丁 Iftikhār al-Dīn | イフティハール・ウッディーン 益福的哈魯丁 Iftikhār al-Dīn | イフティハール・ウッディーン 益福的哈魯丁 Iftikhār al-Dīn | イフティハール・ウッディーン 益福的哈魯丁 Iftikhār al-Dīn | イフティハール・ウッディーン 益福的哈魯丁 Iftikhār al-Dīn |                                        |               |               |               |               |               | ザイナブ 宰那不氏 Zainab | ザイナブ 宰那不氏 Zainab | ザイナブ 宰那不氏 Zainab | ザイナブ 宰那不氏 Zainab | ザイナブ 宰那不氏 Zainab | ザイナブ 宰那不氏 Zainab |
|                                                        |                                                        |                                                        |                                                        |                                                        |                                                        |                                                |                                                |                                                |                                                |                                                |                                                | イフティハール・ウッディーン 益福的哈魯丁 Iftikhār al-Dīn | イフティハール・ウッディーン 益福的哈魯丁 Iftikhār al-Dīn | イフティハール・ウッディーン 益福的哈魯丁 Iftikhār al-Dīn | イフティハール・ウッディーン 益福的哈魯丁 Iftikhār al-Dīn | イフティハール・ウッディーン 益福的哈魯丁 Iftikhār al-Dīn | イフティハール・ウッディーン 益福的哈魯丁 Iftikhār al-Dīn |                                        |               |               |               |               |               | ザイナブ 宰那不氏 Zainab | ザイナブ 宰那不氏 Zainab | ザイナブ 宰那不氏 Zainab | ザイナブ 宰那不氏 Zainab | ザイナブ 宰那不氏 Zainab | ザイナブ 宰那不氏 Zainab |
|                                                        |                                                        |                                                        |                                                        |                                                        |                                                        |                                                |                                                |                                                |                                                |                                                |                                                |                                                           |                                                           |                                                           |                                                           |                                                           |                                                           |                                        |               |               |               |               |               |                          |                          |                          |                          |                          |                          |
|                                                        |                                                        |                                                        |                                                        |                                                        |                                                        |                                                |                                                |                                                |                                                |                                                |                                                |                                                           |                                                           |                                                           |                                                           |                                                           |                                                           | ウバイドゥッラー 烏伯都剌 ʿUbayd allāh |               |               |               |               |               |                          |                          |                          |                          |                          |                          |